# Bilfinger SE
Bilfinger SE (tidigare Bilfinger Berger AG) är ett multinationellt tyskt underhålls- och byggföretag, specialiserat mot industrin. Företaget har cirka 36 000 anställda i Europa, Mellanöstern och Nordamerika, med huvudkontor i Mannheim. Bilfingers svenska dotterföretag finns i Kungälv.
År 2015 köptes Bilfinger Construction av det schweiziska byggföretaget Implenia.